# Пјано ди Корељија-Гивицано (Лука)
Пјано ди Корељија-Гивицано је насеље у Италији у округу Лука, региону Тоскана.
Према процени из 2011. у насељу је живело 3447 становника. Насеље се налази на надморској висини од 206 м.